# Hoopstad
Hoopstad is een plaats in de Zuid-Afrikaanse provincie Vrijstaat.
Hoopstad telt ongeveer 1300 inwoners. Hoopstad en Hopetown zijn verschillende plaatsen.

## Subplaatsen
Het nationaal instituut voor de statistiek, Stats SA, deelt sinds de census 2011 deze hoofdplaats in in zogenaamde subplaatsen (sub place), c.q. slechts één subplaats:
Hoopstad SP.